# That's Not What I Heard
That's Not What I Heard (Tiếng Việt: Nó không phải là những gì tôi nghe được) là album đầu tay của nhóm nhạc rock Mĩ Gossip (với tên cũ là The Gossip), album này đã được phát hành vào ngày 23 tháng 11 năm 2003 bởi hãng Kill Rock Stars và được các chuyên gia âm nhạc đánh giá khá cao.
Trong album này kèm theo một ca khúc trước đó đã xuất hiện trong đĩa EP The Gossip đó chính là "Jailbreak".

## Danh sách ca khúc
1. "Swing Low" (Xoay nhẹ) – 1:18
2. "Got All This Waiting" (Có tất cả sự đợi chờ) – 1:47
3. "Bones" (Xương) – 2:09
4. "Sweet Baby" (Cưng yêu) – 1:41
5. "Tuff Luv" (Đỉnh điểm tình yêu) – 1:14
6. "Got Body If You Want It" (Hãy lấy thân thể em nếu anh muốn) – 2:02
7. "Where the Girls Are" (Những cô gái đâu rồi) – 1:44
8. "Bring It On" (Sôi động lên nào) – 2:26
9. "Heartbeats" (Nhịp tim) – 1:44
10. "Catfight" (Các cô gái ẩu đả) – 1:15
11. "Jailbreak" (Thoát tù) – 1:23
12. "Southern Comfort" (Miền Nam) – 1:07
13. "And You Know..." (Anh có biết...) – 1:49
14. "Hott Date" (Cuộc hẹn nóng bỏng) – 2:16

## Ê-kíp
- Beth Ditto – Giọng chính, piano
- Brace Paine – Guitar, Bass
- Kathy Mendonça – Trống